# Romain Navarrete
Pour les articles homonymes, voir Navarrete (homonymie).

a Compétitions nationales et continentales officielles uniquement.

b Matchs officiels uniquement.
Romain Navarrete, né le 30 juin 1994 à Narbonne, est un joueur international français de rugby à XIII évoluant au poste de pilier ou troisième ligne dans les années 2010 et 2020.
Il fréquente dans sa jeunesse les clubs du Barcarès XIII et du S.M. Pia, fréquentant dans ce dernier Théo Fages. Il fait ses débuts en Championnat de France lors de la saison 2012-2013 y remportant le Championnat de France sans toutefois y disputer la finale. Il évolue ensuite au XIII Limouxin puis intègre le club Saint-Estève XIII Catalan avec le gain d'une Coupe de France en 2016. Il dispute également en 2016 ses premières rencontres de Super League avec les Dragons Catalans puis devient titulaire au sein de l'équipe anglaise des Wigan Warriors s'imposant en Super League en 2017 avec Morgan Escaré. Contraint de partie de Wigan avec l'arrivée d'un nouvel entraîneur Adrian Lam à Wigan ne le désirant pas, il rejoint une année Wakefield Trinity Wildcats, ensuite il descend d'un échelon pour rejoindre les London Broncos en Championship dans un premier temps puis le Toulouse olympique XIII. Vainqueur du Championship en 2021, il joue en 2022 l'unique saison en Super League du club toulousain. En 2023, il retourne aux Dragons Catalans, dans la peau d'un titulaire cette fois-ci, et y dispute une finale de Super League la même année.
Il est également international français après une première sélection contre l'Angleterre en octobre 2016. Il prend part à la Coupe du monde 2017 et remporte la Coupe d'Europe en 2018.

## Biographie
Il est retenu dans la liste des vingt-quatre joueurs sélectionnés pour disputer la Coupe du monde 2017.

## Palmarès
- Collectif :
  - Vainqueur de la Coupe d'Europe : 2018 ( France)
  - Vainqueur de la Super League : 2018 (Wigan Warriors).
  - Vainqueur du Championship : 2021 (Toulouse).
  - Vainqueur du Championnat de France : 2013[2] (Pia).
  - Vainqueur de la Coupe de France : 2016 (Saint-Estève XIII catalan).
  - Finaliste de la Super League : 2023 (Dragons Catalans).
  - Finaliste de la Coupe de France : 2015 (Saint-Estève XIII catalan).

### Détails en sélection
| Matchs internationaux de Romain Navarrete | Matchs internationaux de Romain Navarrete | Matchs internationaux de Romain Navarrete | Matchs internationaux de Romain Navarrete | Matchs internationaux de Romain Navarrete | Matchs internationaux de Romain Navarrete | Matchs internationaux de Romain Navarrete | Matchs internationaux de Romain Navarrete | Matchs internationaux de Romain Navarrete | Matchs internationaux de Romain Navarrete | Matchs internationaux de Romain Navarrete | Matchs internationaux de Romain Navarrete |
|                                           | Date                                      | Adversaire                                | Résultat                                  | Compétition                               | Poste                                     | Points                                    | Essais                                    | Pen.                                      | Drops                                     |                                           |                                           |
| ----------------------------------------- | ----------------------------------------- | ----------------------------------------- | ----------------------------------------- | ----------------------------------------- | ----------------------------------------- | ----------------------------------------- | ----------------------------------------- | ----------------------------------------- | ----------------------------------------- | ----------------------------------------- | ----------------------------------------- |
| sous les couleurs de la France            |                                           |                                           |                                           |                                           |                                           |                                           |                                           |                                           |                                           |                                           |                                           |
| 1.                                        | 22 octobre 2016                           | Angleterre                                | 6-40                                      | Amical                                    | Pilier                                    | -                                         | -                                         | -                                         | -                                         |                                           |                                           |
| 2.                                        | 13 octobre 2017                           | Jamaïque                                  | 34-12                                     | Amical                                    | Remplaçant                                | -                                         | -                                         | -                                         | -                                         |                                           |                                           |
| 3.                                        | 3 novembre 2017                           | Australie                                 | 6-52                                      | Coupe du monde                            | Remplaçant                                | -                                         | -                                         | -                                         | -                                         |                                           |                                           |
| 4.                                        | 12 novembre 2017                          | Angleterre                                | 6-36                                      | Coupe du monde                            | Remplaçant                                | -                                         | -                                         | -                                         | -                                         |                                           |                                           |
| 5.                                        | 27 octobre 2018                           | Pays de Galles                            | 54-18                                     | Coupe d'Europe                            | Pilier                                    | 4                                         | 1                                         | -                                         | -                                         |                                           |                                           |
| 6.                                        | 3 novembre 2018                           | Irlande                                   | 24-10                                     | Coupe d'Europe                            | Pilier                                    | -                                         | -                                         | -                                         | -                                         |                                           |                                           |
| 7.                                        | 10 novembre 2018                          | Écosse                                    | 28-10                                     | Coupe d'Europe                            | Pilier                                    | -                                         | -                                         | -                                         | -                                         |                                           |                                           |
| 8.                                        | 24 octobre 2021                           | Angleterre                                | 10-30                                     | Test-match                                | Pilier                                    | -                                         | -                                         | -                                         | -                                         |                                           |                                           |
| 9.                                        | 19 juin 2022                              | Pays de Galles                            | 34-10                                     | Test-match                                | Pilier                                    | -                                         | -                                         | -                                         | -                                         |                                           |                                           |

### Détails en clubs
| Saison | Saison                  | Championnat           | Championnat  | Championnat | Championnat | Championnat | Championnat | Championnat | Coupe           | Coupe      | Coupe | Coupe | Coupe | Coupe | Coupe | Sélection | Sélection | Sélection | Sélection | Sélection | Sélection | Sélection |
| Saison | Saison                  | Comp.                 | Class.       | M           | Pts         | Ess.        | Buts        | Dp.         | Comp.           | Class.     | M     | Pts   | Ess.  | Buts  | Dp.   | Comp.     | M         | Pts       | Ess.      | Buts      | Dp.       |           |
| ------ | ----------------------- | --------------------- | ------------ | ----------- | ----------- | ----------- | ----------- | ----------- | --------------- | ---------- | ----- | ----- | ----- | ----- | ----- | --------- | --------- | --------- | --------- | --------- | --------- | --------- |
| 2013   | S.M. Pia                | Championnat de France | Champion     | 3           | -           | -           | -           | -           | Coupe de France | Exclusion  | -     | -     | -     | -     | -     |           |           |           |           |           |           |           |
| 2014   | XIII Limouxin           | Championnat de France | 1/4 finale   | 6           | 8           | 2           | -           | -           | Coupe de France | 1/4 finale |       | -     | -     | -     | -     |           |           |           |           |           |           |           |
| 2015   | St-Estève XIII Catalan  | Championnat de France | 1/2 finale   | 16          | 16          | 4           | -           | -           | Coupe de France | Finaliste  |       | -     | -     | -     | -     |           |           |           |           |           |           |           |
| 2016   | St-Estève XIII Catalan  | Championnat de France | 1/2 finale   | 22          | 24          | 6           | -           | -           | Coupe de France | Vainqueur  |       | -     | -     | -     | -     |           |           |           |           |           |           |           |
| 2016   | Dragons Catalans        | Super League          | 6e           | 11          | -           | -           | -           | -           | Challenge Cup   | 1/4 finale | -     | -     | -     | -     | -     |           | 1         | -         | -         | -         | -         |           |
| 2017   | Wigan Warriors          | Super League          | 6e           | 9           | -           | -           | -           | -           | Challenge Cup   | Finaliste  | 1     | -     | -     | -     | -     |           |           |           |           |           |           |           |
| 2017   | Dragons Catalans        | Super League          | 12e          | 4           | -           | -           | -           | -           | Challenge Cup   | 1/8 finale | -     | -     | -     | -     | -     | CM        | 3         | 4         | 1         | -         | -         |           |
| 2018   | Wigan Warriors          | Super League          | Champion     | 25          | -           | -           | -           | -           | Challenge Cup   | 1/4 finale | -     | -     | -     | -     | -     | CE        | 3         | 4         | 1         | -         | -         |           |
| 2019   | Wigan Warriors          | Super League          | Finale prél. | 22          | -           | -           | -           | -           | Challenge Cup   | 1/8 finale | 1     | -     | -     | -     | -     |           |           |           |           |           |           |           |
| 2020   | Wakefield               | Super League          | 10e          | 10          | -           | -           | -           | -           | Challenge Cup   | 1/8 finale | 1     | -     | -     | -     | -     |           |           |           |           |           |           |           |
| 2021   | London Broncos          | Championship          | 7e           | 9           | 8           | 2           | -           | -           | Challenge Cup   | 2e tour    | 2     | -     | -     | -     | -     |           | 1         | -         | -         | -         | -         |           |
| 2021   | Toulouse olympique XIII | Championship          | Champion     | 4           | 8           | 2           | -           | -           |                 |            |       |       |       |       |       |           |           |           |           |           |           |           |
| 2022   | Toulouse olympique XIII | Super League          | 12e          | 25          | 4           | 1           | -           | -           |                 |            |       |       |       |       |       |           | 1         | -         | -         | -         | -         |           |
| 2023   | Dragons Catalans        | Super League          | Finaliste    | 25          | 4           | 1           | -           | -           | Challenge Cup   | 1/8 finale | 1     | -     | -     | -     | -     |           |           |           |           |           |           |           |
| 2024   | Dragons Catalans        | Super League          | 7e           | 26          | -           | -           | -           | -           | Challenge Cup   | 1/4 finale | 2     | -     | -     | -     | -     |           |           |           |           |           |           |           |
| 2025   | Dragons Catalans        | Super League          |              |             |             |             |             |             | Challenge Cup   | 1/2 finale | 2     | -     | -     | -     | -     |           |           |           |           |           |           |           |